# Miejsce Pamięci Narodowej na Dalkach w Gnieźnie
Miejsce Pamięci Narodowej na Dalkach – miejsce pamięci narodowej zlokalizowane w zachodniej części Gniezna, na Dalkach, w parku Uniwersytetu Ludowego.
W dniach 8-11 listopada Gestapo zamordowało na tyłach Uniwersytetu Ludowego 24 Polaków (troje niezidentyfikowanych), pochodzących z Gniezna, Kłecka, Drachowa, Owieczek, Gębarzewa i Przysieki. Wydarzenia te upamiętniają: drewniany krzyż, pomnik z głazów polnych (1959), stela (2004) i kamień pamiątkowy. Na steli wyryto nazwiska wszystkich pomordowanych, wraz z datami urodzin i zgonu. Na głazie umieszczono tablicę pamiątkową ku czci ks. Antoniego Ludwiczaka, założyciela Uniwersytetu Ludowego w Dalkach, zamordowanego 17 czerwca 1942 w Hartheim. Napis na pomniku głosi: Miejsce mordu dokonanego przez hitlerowców na 24 Polakach w listopadzie 1939 r. (jego pierwotne brzmienie to: Rozstrzelanym za Ojczyznę przez hitlerowców w r. 1939 ZBOWiD 1959). 
Zwłoki zamordowanych osób w 1945 poddano ekshumacji i przeniesiono do masowej mogiły ofiar hitleryzmu na cmentarzu przy ul. Witkowskiej.
Dojście do miejsca pamięci prowadzi od ul. Bukowej.